# Reinhard Posch

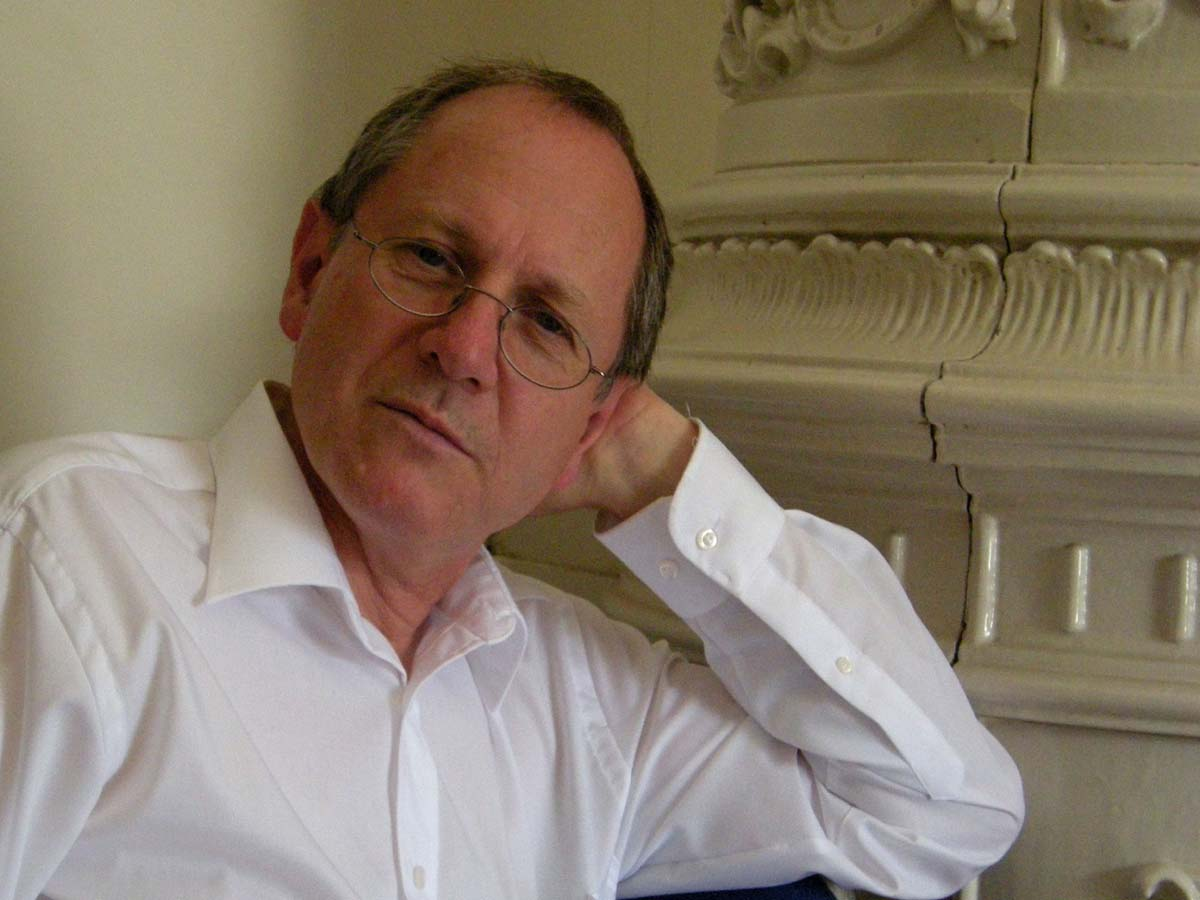
Reinhard Posch, 2008

Reinhard Posch (* 16. April 1951 in Graz) ist ein österreichischer Informatiker.

## Leben
Er studierte Technische Mathematik (Informationsverarbeitung) an der TU Graz, wo er 1973 sein Diplom erwarb und später auch promovierte. Ab 1974 war er Universitätsassistent an der TU Graz, 1984 wurde er Universitätsprofessor und 1986 Vorstand des neu gegründeten Institutes für Angewandte Informationsverarbeitung und Informationstechnologie sowie jüngster Ordinarius der TU Graz.
Seit 2001 ist Reinhard Posch als Chief Information Officer für die österreichische Bundesregierung tätig und leitet die Plattform Digitales Österreich, ist weiters wissenschaftlicher Leiter des Zentrums für sichere Informationstechnologie (A-SIT) und war von 2007 bis 2011 Leiter des Verwaltungsrates von ENISA (European Network and Information Security Agency).
2010 hat er als Mitglied des „Rates der IT-Weisen“ die Kommissare Kroes und Sefkovic in Bereichen der IKT-Sicherheit beraten. Seit 2011 ist er auch Mitglied des Steering Board der European Cloud Partnership.
Einer breiten Öffentlichkeit wurde Reinhard Posch, zusammen mit Hermann Maurer, als Miterfinder des österreichischen Bildschirmtextterminals MUPID bekannt.

## Auszeichnungen
- 2001: IFIP Siver Core[1]
- 2007: ID Community Award[2]
- 2011: Großes Silbernes Ehrenzeichen für Verdienste um die Republik Österreich[3]
- 2012: European Identity Award 2012[4]